# Obra negra
Obra negra (en anglès: Black Work) és un thriller britànic de ficció de detectius i un papel dramàtic líder, en tres parts per a Sheridan Smith, qui interpreta a l'agent de policia Jo Gillespie. La sèrie, produïda per Mammoth Screen en associació amb LipSync productions y Screen Yorkshire i dirigida per Michael Samuels, es va estrenar a Independent Television (ITV) el 21 de juny de 2015, amb dos episodis més a continuació. Els tres episodis tenen seixanta minuts de durada. El DVD de la sèrie va ser llançat el 6 de juliol de 2015.

## Actors
- Sheridan Smith com P.C. Jo Gillespie
- Matthew McNulty com D.C Jack Clark
- Andrew Knott com D.C. Lee Miekel
- Ace Bhatti com D.C.I. Jahan Kapoor
- Geraldine James com Chief Constable Carolyn Jarecki
- Douglas Henshall com D.C.S. Will Hepburn
- Andrew Gower com D.C. Jared Ansell
- Kenny Doughty com D.S. Ryan Gillespie

## Episodis

### Primer episodi
Jo Gillespie està insatisfeta que el seu espòs Ryan, com ella, un oficial de policia, passi tant de temps lluny d'ella i els seus fills, però es resisteix al suggeriment del seu col·lega Jack Clark de què deixi Ryan per ell. Està doblement sorpresa que el superintendent Hepburn li hagi dit no només que Ryan havia estat assassinat a trets, sinó que havia estat treballant encobert, fent un «treball negre» durant tres anys sense que ella ho sapigués. La majoria de les colles a les quals s'infiltrava van ser arrestades, però Hepburn i l'agent en cap Carolyn Jarecki estan ansiosos per no fer conèixer l'assassinat de Ryan per temor a danyar la fiscalia i desconcerts sobre per què Ryan no va informar el seu superior alguns dies abans de la seva mort. Jo, està indignada per la seva actitud i l'hi explica a la seva mare Bárbara, qui filtra l'assassinat a la premsa.

### Segon episodi
Jo persegueix el membre desaparegut de la colla Michael Parry a una cabanya de la que se n'assabenta per una conversa, Parry és arrestat, i és quan Jo se sorprèn en saber que Ryan va comprar la cabanya sense dir-l'hi. Ella també creu que Parry va poder haver estat enganyat. Després del funeral de Ryan, coneix el superior del seu marit Tom Piper, qui l'aconsella que no qüestioni la mort del seu espòs, augmentant les seves sospites d'encobriment, especialment després que ella l'espiï. Jo visita extraoficialment a Parry sota custòdia, però es acussada de posar en perill la investigació i és suspesa de les seves funcions. Jo està encara més sorpresa en descobrir que Ryan portava una doble vida.

### Tercer episodi
Desfeta en descobrir que Ryan havia comprat la cabanya per la seva amant i la filla de tres anys que havia tingut amb ella, Jo també li van dir que la promesa de Parry, Sian, va ser assassinada just abans que matessin Ryan. Ella rastreja a Tom Piper, qui li diu que Sian li va treure la cobertura a Ryan i que el cap de policia Jarecki ho sabia, però no el va treure de l'operació que estava investigant. Una Jo paranoica sospita ara de tots els seus col·legues de la policia, especialment de Jack Clark, que sembla molt menys innocent del que pensava, encara que és Jack qui finalment la salva del veritable assassí.